# لیگ اعضای دایت ملی که از پیگرد قانونی دفاع مقدس حمایت می‌کنند
لیگ اعضای دایت ملی که از پیگرد قانونی دفاع مقدس حمایت می‌کنند (انگلیسی: League of Diet Members Supporting the Prosecution of the Holy War) یک ائتلاف حزب سیاسی در دایت ملی مجلس نمایندگان (ژاپن) در ۲۵ مارس ۱۹۴۰ بود که با حمایت نیروی زمینی امپراتوری ژاپن در واکنش در برابر سخنرانی سایتو تاکائو که از سیاستهای تهاجمی دولت در جنگ دوم چین و ژاپن انتقاد می‌کرد تشکیل شد.